# هنگ خلبانی گلایدر
هنگ خلبانی گلایدر (انگلیسی: Glider Pilot Regiment) یک واحد نیروی هوایی بریتانیا در خلال جنگ جهانی دوم بود، که مسئولیت خدمه گلایدرهای نظامی ارتش بریتانیا را برعهده داشت و دست اندر کار اقداماتی در جبهه اروپا، در حمایت از عملیات هوابرد متفقین بود. این هنگ در سال ۱۹۴۲ تأسیس شد، در سال ۱۹۵۷ منحل گردید.